# Psecas euoplus
Psecas euoplus là một loài nhện trong họ Salticidae.
Loài này thuộc chi Psecas. Psecas euoplus được Ralph Vary Chamberlin & Wilton Ivie miêu tả năm 1936.